# 大集镇
大集鎮，是中华人民共和国山東省菏泽市曹县下辖的一个乡镇级行政单位。

## 行政区划
大集鎮下辖以下地区：
大集东街村、大集西街村、大集南街村、大集北街村、大集东北街村、曹海村、胡楼村、徐庄村、刘楼村、付海村、任庄村、张庄村、李八庄村、大寺村、姚万楼村、姚集村、郭洼村、吴庄村、花王楼村、安庄村、李楼村、葛楼村、胡庄村、殷庙村、文昌阁村、王庄村、毛庄村、丁楼村、常庙村、赵岗村、孙庄村、陈河村和桑庄村。

## 產業
2010年底，有村民尝试开设网店销售演出服、摄影服，曹县的农村电子商务自此开始发展。漢服興起後，漢服生產成為大集鎮的重要產業之一。据曹县县委副书记、县长梁惠民给出的数字，大集镇生产了中国大陆最多的表演服饰，每年承包了全国70%的演出服，汉服销量占到市场的1/3。大集镇还是中国首批“淘宝镇”、山东省唯一一个淘宝村全覆盖的乡镇。